# 부를레스케
《부를레스케 라단조》 AV.85 (독일어: Burleske, 복수형(複数形) 독일어: Burlesken)는 리하르트 슈트라우스가 1886년에 작곡한 피아노와 관현악을 위한 협주작품으로, 청년 때 작품이다. 부를레스케는 독일어로 "벌레스크"를 뜻한다.

## 개요
슈트라우스는 1885년 10월에 마이닝겐 궁정악단의 뷜로의 보조지휘자로 취임했다. 그 후 뷜로는 곧 이 지위에서 물러났기 때문에 슈트라우스는 11월에 수석지휘자가 되었으며, 다음해 4월까지 그 지위에 있었다. 마이닝겐에서는 지휘로 아주 바빴기 때문에 작곡에 많은 시간을 할애할 수 없었다. 마니닝겐에서는 지휘로 아주 바빴기 때문에 작곡에 많은 시간을 할애할 수 없었다. 작곡된 것은 겨우 피아노와 관현악을 위한 ‘부를레스케’ 정도다. 이 작곡의 동기에는 2가지 사실이 얽혀 있다. 하나는 슈트라우스가 마이닝겐에 부임하여 서둘러 콘서트 피아니스트로서 데뷔하게 되어, 모차르트의 피아노 협주곡 24번을 연주한 것이다. 이에 따라 슈트라우스는 피아노와 관현악의 편성에 새삼스럽게 눈을 떴다. 또 하나는 이것을 계기로 원래 유명한 피아니스트인 한스 폰 뷜로를 위하여 슈트라우스는 먼저 ‘스케르초 라단조’를 작곡하고, 이어서 ‘광시곡 올림다장조’를 쓰기 시작했다. 이 2곡을 피아노 협주곡의 악장으로 할 생각이었는지는 불분명하다. 2곡의 조성 관계로 보아 아마도 슈트라우스는 2곡을 독립적인 것으로 생각했을 것이다. ‘광시곡’를 다 완성하지 않은 채, 슈트라우스는 계속 작곡하는 일에 흥미를 잃고 만다.
‘스케르초’는 1885년 11월에 쓰기 시작하여 다음해인 1886년 2월 완성했다. 슈트라우스는 처음에 이 곡에 상당한 자신을 갖고 있었던 듯하며, 특히 서두의 4번의 팀파니에 의한 동기로 시작한다는 독창적인 아이디어를 자랑스러운 듯 아버지에게 알렸다. 그리고 이제까지 슈트라우스의 작품을 출판해왔던 뮌헨의 요제프 아이플 출판사는 재빨리 출판에 흥미를 보였다.

## 편성
독주 피아노, 피콜로, 플루트2, 오보에2, 클라리넷2, 바순2, 호른4, 트럼펫2, 팀파니, 현5부

## 연주시간
- 약 19분

## 참고 문헌
- 《작곡가별 명곡해설 라이브러리》 22권 '슈트라우스' 〈음악지우사〉 (音樂世界)
- 네이버캐스트 '부를레스케' 글, 박재성 / 음악 칼럼니스트